# Elihu Root
Elihu Root (15. února 1845, Clinton – 7. února 1937, New York) byl americký právník a politik, nositel Nobelovy ceny míru z roku 1912.

## Životopis
Vystudoval Hamilton College, kde přednášel matematiku jeho otec Oren Root, a v roce 1897 graduoval na právnické fakultě New York University. Založil si soukromou advokátní kancelář a živil se jako právník, zabýval se především obchodním právem, zastupoval mnoho významných lidí jako např. 21. prezidenta USA Chestera A. Arthura.
V roce 1878 se oženil s Frances Clarou Walesovou. Měli spolu tři děti, dceru Edith a dva syny, Elihu, Jr a Edwarda Walese.

## Politická kariéra
V letech 1899-1905 působil jako ministr války USA za prezidentů Williama McKinleyho a Theodorea Roosevelta, za jeho vedení prošlo ministerstvo reorganizací. Nechal rozšířit United States Military Academy, založil United States Army War College a generální štáb. V roce 1904 se vrátil do své právnické praxe.
Ale již v roce 1905 jej prezident Roosevelt jmenoval ministrem zahraničních věcí. Ve funkci prosazoval politiku otevřených dveří na Dálném východě. Během své cesty po Latinské Americe přesvědčil zdejší státy, aby se účastnili Haagské mírové konference. Zasloužil se o podepsání Root-Takahirovy smlouvy mezi USA a Japonskem o Číně. Zabýval se pohraničními spory s Velkou Británií a Kanadou a problémy s rybařením v Atlantiku. Podporoval řešení mezinárodních konfliktů pomocí rozhodčích řízení.
V lednu 1909 byl zvolen senátorem za New York, tuto pozici vykonával až do roku 1915. Stál v čele mezinárodní mírové instituce Carnegie Endowment for International Peace.
Za výsledky své práce, především snahu o řešení mezinárodních sporů arbitrážemi, v roce 1912 získal Nobelovu cenu míru. Kromě Nobelovy ceny obdržel několik státních vyznamenání (Belgie, Řecko).
Po vypuknutí první světové války kritizoval Wilsonovu neutrální politiku, začal jej podporovat až po vstupu USA do války.
V červnu 1916 dostal nominaci od republikánů na prezidenta, ale kvůli svému věku odmítl.
Roku 1917 jej prezident Wilson poslal do Ruska, aby dojednal americko-ruskou spolupráci ve válce.
Po válce podporoval Společnost národů, kde pracoval v komisi, která dala vzniknout Stálému dvoru mezinárodní spravedlnosti. Pomáhal při zakládání Haagské akademie mezinárodního práva